# 퍼시픽 림: 업라이징
《퍼시픽 림: 업라이징》(Pacific Rim: Uprising)은 2018년 공개된 미국의 SF 액션 괴수 영화로, 《퍼시픽 림》(2013)의 속편이다. 전편의 기예르모 델토로 감독은 제작과 각본 역으로 물러나고, 스티븐 S. 디나이트가 감독직에 앉았다. 출연진도 대부분 교체되어, 존 보예가, 스콧 이스트우드, 케일리 스페이니, 징톈 등이 새로 캐스팅되었다.

## 줄거리
2035년, 외계 선구자와 거대 해양 괴물 카이주가 사는 차원 간 포털인 브리치가 봉쇄된 지 10년 후, 전 예거 조종사 스태커 펜테코스트의 아들 제이크는 캘리포니아주 산타모니카의 암시장에서 예거 부품을 훔쳐 팔며 생계를 이어가고 있다. 고장 난 예거의 동력 코어 일부를 추적하여 15세 예거 애호가 아마라 나마니의 비밀 작업장으로 향하던 제이크는 아마라의 소형 1인 조종사 예거 스크래퍼와 법 집행 예거 노벰버 아작스 사이의 언쟁 끝에 팬태평양 방위군(PPDC)에 체포된다. 제이크의 양누나이자 일본 상원의원인 마코 모리의 설득으로 감옥행을 면하고 아마라를 신병으로 삼아 PPDC에 교관으로 복귀하게 된다.
차이나 섀터돔에 도착한 제이크는 사이가 틀어진 전 부조종사 네이선 "네이트" 램버트와 함께 예거 생도들을 훈련시키기 시작한다. 네이트와 마코는 리웬 샤오와 뉴턴 "뉴트" 가이슬러 박사가 개발한 예거 드론의 대량 생산을 제안하는 샤오 산업의 새로운 드론 프로그램이 예거 프로그램을 위협하고 있다고 설명한다. 마코는 시드니에서 열리는 PPDC 위원회 회의에서 드론 승인을 위한 최종 평가를 진행할 예정이었지만, 제이크와 네이트의 예거인 집시 어벤저와 말다툼을 하던 중 불량 예거인 옵시디언 퓨리에게 먼저 살해당한다. 그녀의 죽음으로 PPDC 위원회는 드론을 즉시 승인하고 배치한다. 옵시디언 퓨리는 예비 예거들이 잡기도 전에 바다로 도망친다.
마코는 죽기 직전 시베리아 세베르나야 젬랴에 있는 폐쇄된 예거 생산 시설의 위치를 전송했다. 제이크와 네이트는 집시 어벤저를 타고 그곳으로 향하지만, 옵시디언 퓨리가 복합 시설을 파괴하고 전투를 벌이다. 처음에는 옵시디언 퓨리가 우위를 점하지만, 집시 어벤저는 예거를 제압한다. 반응로를 제거한 후, 그들은 옵시디언 퓨리가 인간이 아닌, 지구에서 배양된 것으로 밝혀진 카이주의 2차 뇌에 의해 조종된다는 것을 알게 된다.
드론들이 각자의 위치에 도착하자, 비밀리에 탑재된 복제 카이주 뇌가 조종 작전을 장악한다. 카이주-예거 혼종은 모든 섀터돔을 동시에 공격하여 막대한 사상자를 내고 거의 모든 예거를 무력화시킨다. 드론을 무력화시키려던 헤르만 고틀리브 박사는 과학자들이 카이주 뇌와 교감하면서 선구자에게 정신이 빙의된 뉴트가 태평양 연안에 여러 개의 틈을 뚫으라고 명령함으로써 이 공격의 배후에 있음을 알게 된다. 뉴트는 선구자의 계획을 추진하기 위해 드론과 옵시디언 퓨리의 두뇌를 배치했다.
리웬이 드론을 파괴하고 그 과정에서 균열을 봉쇄하는 동안, 세 마리의 괴수, 하쿠자, 슈리케손, 라이진이 이미 나타나 도쿄에 도착했다. 팀은 선구자의 진정한 목표가 괴수의 피로 후지산을 폭파하여 불의 고리를 둘러싼 모든 화산을 폭발시키고, 화산 물질을 대기 중으로 방출하여 지구상의 모든 생명체를 멸종시키는 것임을 깨닫는다. 동시에 선구자의 식민지화를 위해 행성이 테라포밍된다.
생도들은 헤르만과 리웬이 PPDC의 수리 가능한 예거 네 대를 수리하는 동안 동원된다. 헤르만은 괴수의 피로 추진되는 로켓을 개발하여 팀을 도쿄로 출발시킨다. 집시 어벤저를 포함한 예거들이 처음에는 세 괴수를 물리치지만, 뉴트는 리웬 공장에서 가져온 로봇 기생충을 이용해 이들을 "메가 괴수"로 합체시킨다. 네 대의 예거 중 세 대가 파괴되고, 집시 어벤저만 남게 된다. 부상당한 네이트를 대신하여 제이크와 아마라가 메가 괴수에 맞서 예거를 조종한다. 리웬은 스크래퍼를 원격 조종하고, 로켓을 찾아 집시에 용접하여 스크래퍼를 도왔다. 스크래퍼가 붙잡고 있던 예거는 대기권으로 진입하여 지구로 자유낙하하다가 메가 괴수와 충돌하여 마지막 순간에 사망한다. 제이크와 아마라는 스크래퍼로 전이하여 살아남는다. 메가 괴수의 죽음에 격분한 뉴트는 "플랜 B"를 실행하려 하지만 기절하여 네이트에게 붙잡힌다. 이후 제이크는 뉴트와 이야기를 나누고, 뉴트는 선구자의 귀환을 경고한다. 제이크는 인류가 다가올 전쟁에 대비하고 있다고 말한다.

## 출연진
- 존 보예가 - 제이크 펜테코스트
- 스콧 이스트우드 - 네이트 램버트
- 케일리 스페이니 - 아마라 나마니
- 아드리아 아르호나 - 줄스 레예스
- 번 고먼 - 닥터 허먼 고틀리브
- 찰리 데이 - 닥터 뉴트 가이즐러
- 징톈 - 사오리원
- 기쿠치 린코 - 마코 모리
- 리바이 미든 - 일리아
- 닉 테러베이 - 소니
- 캐런 브라 - 수레시
- 샤이리 로드리게스 - 레나타
- 장진 - 콴
- 러하트 애덤스 - 타히마 샤힌
- 이반나 사흐노 - 빅토리아
- 마켄유 - 료이치
- 김정훈
- 주주